# Ширма, Константин Антонович
Константин Антонович Ширма (3 [15] ноября 1851 — 1 [14] апреля 1913, село Мильковщина, Каменская волость, Гродненский уезд, Гродненская губерния) — русский военачальник, генерал от кавалерии (1912).

## Биография

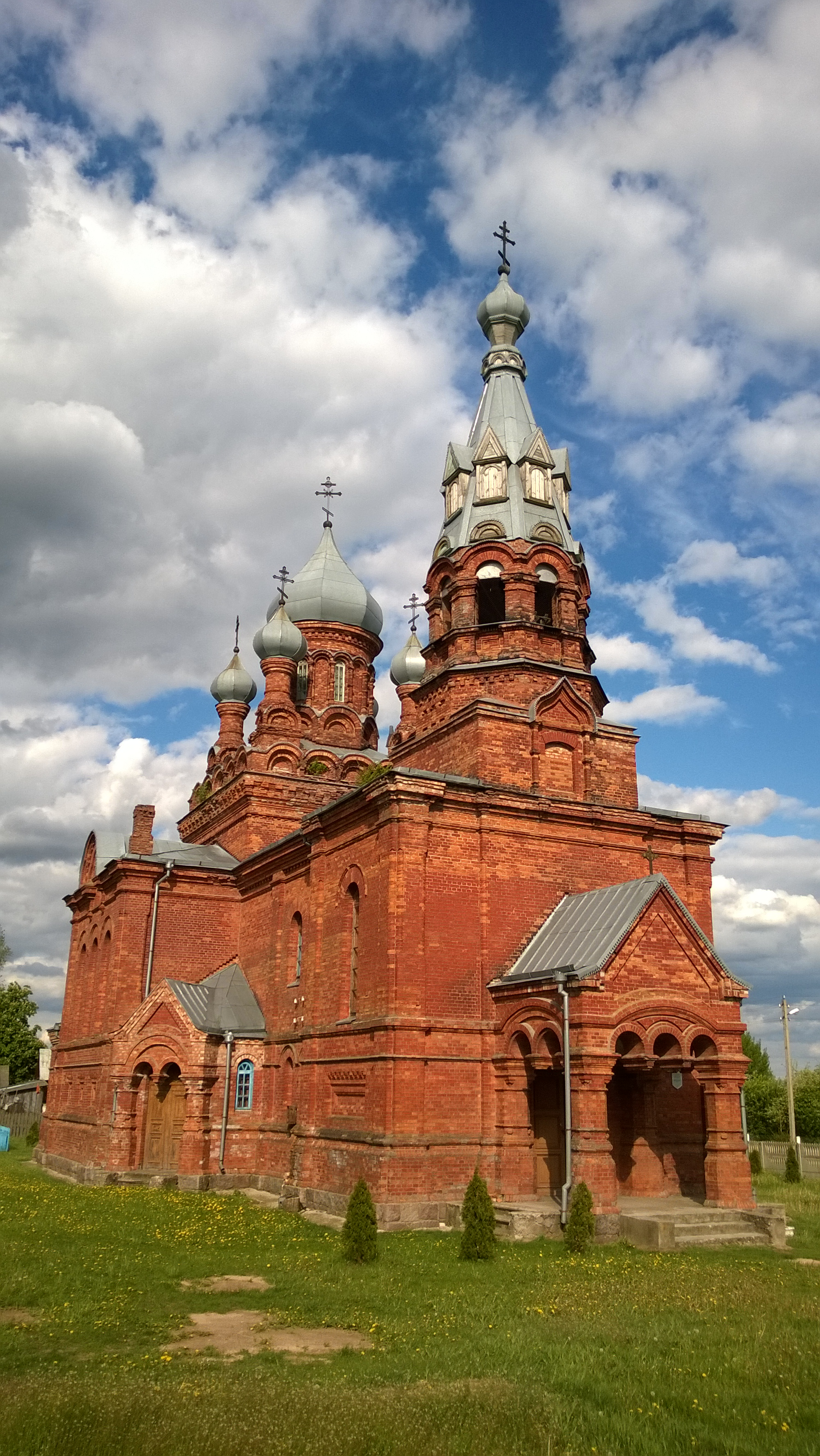
Свято-Покровская церковь, построенная генералом Ширмой в селе Мильковщина, фотография 2015 года.

Из православного дворянства Минской губернии. Родился в 1851 году. Образование: Николаевский кадетский корпус и Николаевское кавалерийское училище, откуда был выпущен в Драгунский лейб-гвардии полк. Служил в этом полку вплоть до 1894 года, постепенно повышаясь по службе, причём в 1888 году был произведён в полковники (но не был полковым командиром). Участвовал в Русско-турецкой войне 1877—78 годов. 
В 1894 году, по-прежнему в чине полковника, был назначен командиром Новороссийского драгунского полка. Полк в этот период имел 7-й номер среди драгунских полков (к 1917 году — 3-й) и полностью именовался: 7-й драгунский Новороссийский Его Императорского Высочества великого князя Владимира Александровича полк.
Прослужив командиром Новороссийского драгунского полка два года, Ширма в 1896 году получил под своё начало Атаманский лейб-гвардии полк (один из казачьих полков лейб-гвардии). Командовал полком вплоть до 1902 года, причём в 1898 году был произведён в генерал-майоры. 
В 1902—1905 годах генерал-майор Ширма последовательно командовал тремя бригадами гвардейской кавалерии: в 1902 году стал командиром 1-й бригады 2-й гвардейской кавалерийской дивизии, в 1903 году — командиром 1-й бригады 1-й гвардейской кавалерийской дивизии, в 1904 году — командиром 3-й бригады 1-й гвардейской кавалерийской дивизии.
В 1905—1906 годах был сперва временным командующим, а затем начальником 2-й гвардейской кавалерийской дивизии. 
В 1906 году Ширма был произведён в генерал-лейтенанты, но вскоре после этого во главе дивизии был сменён другим лицом. После этого продолжал находится на действительной службе без определённого назначения. 
В 1912 году вышел в отставку с производством в генералы от кавалерии.
В своём имении Мильковщина Каменской волости Гродненского уезда Гродненской губернии выстроил на собственные средства Покровскую церковь (восстановлена и действует).  
Скончался генерал от кавалерии Ширма в 1913 году и был похоронен в селе Мильковщина рядом с построенной им Покровской церковью. Надгробие генерала Ширмы, утраченное в советские годы, в 2015 году было воссоздано по инициативе настоятеля.

## Награды
Российские
- Орден Святого Станислава 3 степени (1876)
- Орден Святого Станислава 2 степени (1878)
- Орден Святой Анны 3 степени с мечами (1878)
- Орден Святого Владимира 4 степени с мечами (1878)
- Орден Святой Анны 2 степени (1882)
- Орден Святого Владимира 3 степени (1896)
- Орден Святого Станислава 1 степени (1902)
- Медали

Иностранные
- Румынский крест «За переход через Дунай» (1878)
- Орден Красного Орла 2 степени (Пруссия в составе Германской империи, 1897)
- Орден Почётного легиона (Франция, 1897)
- Большой офицерский крест ордена Звезды Румынии (Королевство Румыния, 1899)